# Schemat elektryczny funkcjonalny
Schemat elektryczny funkcjonalny – schemat elektryczny podstawowy, którego zadaniem jest objaśnienie procesów zachodzących w poszczególnych częściach funkcjonalnych obiektu.
Zawiera symbole elementów niezbędnych do zrozumienia działania poszczególnych części funkcjonalnych obiektu elektrycznego oraz połączenia między tymi elementami. Nie przedstawia rzeczywistego rozmieszczenia elementów, natomiast muszą być pokazane przebiegi procesów w nich zachodzących. Elementy funkcjonalne przedstawione są za pomocą symboli ogólnych, a w przypadkach uzasadnionych nawet za pomocą prostokątów, przy czym wówczas muszą być opisane kodem literowym oraz oznaczeniami alfanumerycznymi lub nazwami.  Opisy należy umieszczać wewnątrz prostokątów. Nazwy mogą być zastąpione skrótami alfanumerycznymi lub akronimami, które muszą być objaśnione na schemacie lub w wykazie.